# Luboš Bílek
Luboš Bílek (* 30. November 1979 in Ústí nad Orlicí, Tschechoslowakei), auch Lubos Bilek, ist ein tschechischer Triathlon A-Trainer.

## Werdegang
Bilek studierte von 1998 bis 2003 Biologie und Sport auf Lehramt an der Westböhmischen Universität Pilsen. Von 2006 bis 2011 war er Landestrainer von Baden-Württemberg.
Seitdem konzentriert er sich mit seinem Unternehmen lb-training.com ausschließlich auf die Betreuung und individuelle Trainingssteuerung verschiedener Profiathleten u. a. Andreas Böcherer, Svenja Bazlen, Bianca Steurer, Manuel Küng, Maurice Clavel und von 2006 bis 2018 Sebastian Kienle.
Seit 2012 trainiert er auch wieder in Tschechien die Triathlon-Mannschaft der Kategorie U23.